# Homo faber fortunae suae

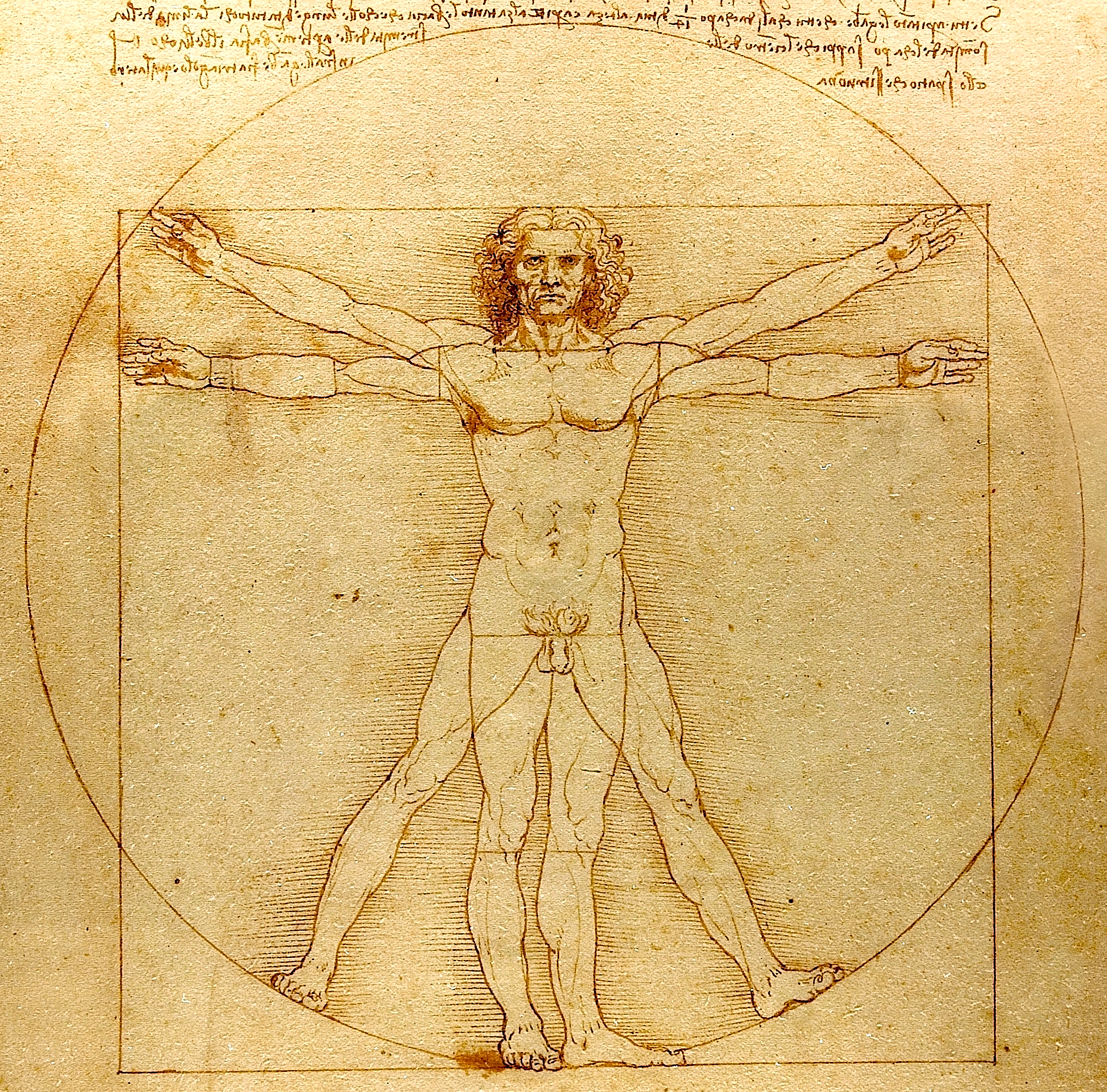
L'uomo vitruviano di Leonardo da Vinci

La locuzione latina homo faber fortunae suae, espressa anche nella forma alternativa homo faber ipsius fortunae, significa letteralmente «l'uomo è l'artefice della propria sorte»; il verbo est è stato omesso per rendere la frase più scorrevole.

## Uso originario
La frase è attribuita all'autore romano Appio Claudio Cieco (350–271 a.C.), che la usò nelle sue Sententiae, massime a carattere moraleggiante e filosofeggiante, riferendosi alla capacità dell'essere umano di guidare il proprio destino e gli eventi che lo circondano.

## Uso moderno

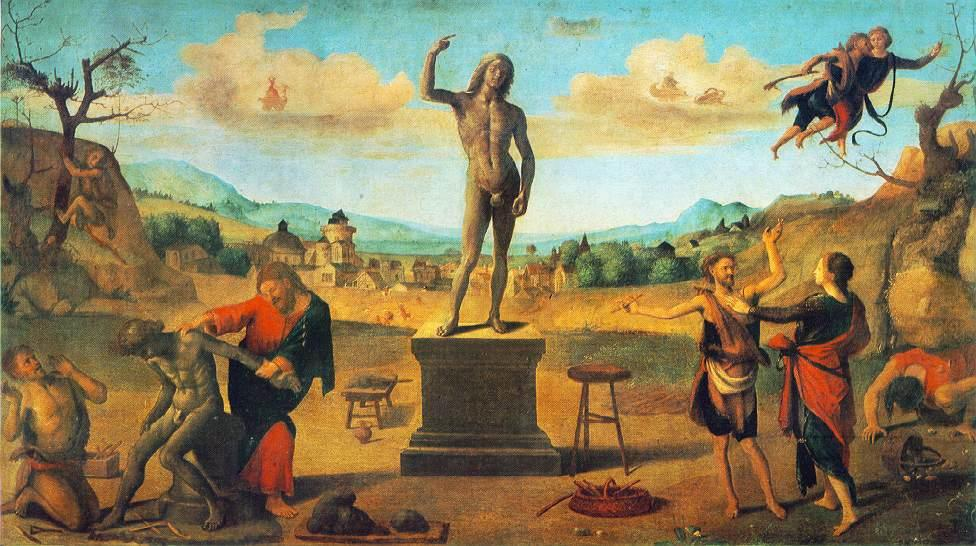
Prometeo plasma l'uomo, olio su tela di Piero di Cosimo (1515)

L'espressione homo faber venne riscoperta e rivalutata dagli umanisti del XIV secolo, assurgendo a ideale della nuova umanità nell'Italia rinascimentale e nelle corti europee.
Conciliandosi con l'aspirazione all'homo sapiens, l'homo faber rappresentava un sapere non più fine a se stesso, ma che racchiudeva anche un potere: un sapere cioè non solo contemplativo ma funzionale all'azione, attore e costruttore del mondo, in virtù della centralità che l'anima umana assumeva nell'universo. Tenendone collegati gli estremi opposti, il cielo e la terra, il macrocosmo e il microcosmo, l'uomo è definito infatti da Ficino vera copula mundi, poiché scopre la loro segreta e occulta analogia e li riunifica grazie alla forza dell'amore.
Disciplina emblematica di questa nuova concezione dell'essere umano è l'alchimia, per il valore prometeico attribuito all'attiva trasformazione della natura vista come riflesso della trasmutazione interiore dell'alchimista.
Anche Pico della Mirandola esaltò la peculiarità dell'uomo, unico nella «scala degli esseri» a potersi forgiare da solo, avendo libertà di scelta di evolversi verso l'alto o abbrutirsi verso il basso.
Nell'ambito dell'antropologia culturale, la definizione di homo faber viene genericamente contrapposta a quella complementare di homo religiosus e contemplativo, per quanto lo studioso Mircea Eliade abbia messo in risalto che il modo di operare dell'homo faber è da ricondurre pur sempre ad un contesto sacro, senza rottura col trascendente, essendo il sacro «un elemento della struttura della coscienza e non un momento della sua storia».

## Varianti
Una variante della suddetta frase è la locuzione forse più famosa e grammaticalmente più complessa Faber est suae quisque fortunae: «ciascuno è artefice della propria sorte».